# Antimos Kapsis
Anthimos Kapsis (grec. Άνθιμος Καψής; ur. 3 września 1950 w Atenach) – grecki piłkarz, występował na pozycji pomocnika.
Kapsis całą swoją karierę piłkarską spędził w Panathinaikosie AO, gdzie grał w latach 1968–1985, występując 319 razy w lidze greckiej. Z Panathinaikosem zdobył pięciokrotnie mistrzostwo Grecji 1969, 1970, 1972, 1977, 1984 oraz czterokrotnie Puchar Grecji 1969, 1977, 1982, 1984. W 1971 osiągnął swój największy sukces w karierze - finał Pucharu Mistrzów, gdzie Panathinaikos uległ Ajaxowi Amsterdam 0–2. Blisko powtórzenia tego sukcesu był w 1985, kiedy to Panathinaikos dotarł do półfinału Puchar Mistrzów, gdzie minimalnie uległ Liverpoolowi]. W Panathinaikosie dwukrotnie Kapsis był trenowany przez polskich trenerów: Kazimierza Górskiego 1976–1977 oraz Jacka Gmocha 1983–1985.
W reprezentacji Grecji Kapsis wystąpił 36 razy, w tym na Mistrzostwa Europy 1980, który był pierwszym międzynarodowym sukcesem w historii greckiego futbolu reprezentacyjnego.
Również syn Kapsisa, Michalis został znanym piłkarzem. Tak jak ojciec grał w reprezentacji Grecji, z którą osiągnął największy sukces w historii greckiego futbolu, jakim było Mistrzostwo Europy 2004. Kapsis w tamtym turnieju był wyróżniającą się postacią greckiej reprezentacji.